# Kanton Darnétal
Der Kanton Darnétal ist seit 1790 ein französischer Wahlkreis im Arrondissement Rouen im Département Seine-Maritime und in der Region Normandie; sein Hauptort ist Darnétal.
Der Kanton ist 87,29 km² groß und hat (2022) 38.492 Einwohner, was einer Bevölkerungsdichte von 441 Einwohnern pro km² entspricht. 

## Gemeinden
Der Kanton besteht aus 15 Gemeinden mit insgesamt 38.492 Einwohnern (Stand: 1. Januar 2022) auf einer Gesamtfläche von 87,29 km²:
| Gemeinde                            | Einwohner 1. Januar 2022 | Fläche km² | Dichte Einw./km² | Code INSEE | Postleitzahl |
| ----------------------------------- | ------------------------ | ---------- | ---------------- | ---------- | ------------ |
| Amfreville-la-Mi-Voie               | 3.280                    | 3,89       | 843              | 76005      | 76920        |
| Belbeuf                             | 2.257                    | 6,56       | 344              | 76069      | 76240        |
| Bonsecours                          | 6.444                    | 3,76       | 1.714            | 76103      | 76240        |
| Darnétal                            | 9.652                    | 4,93       | 1.958            | 76212      | 76160        |
| Fontaine-sous-Préaux                | 562                      | 3,52       | 160              | 76273      | 76160        |
| Gouy                                | 893                      | 4,97       | 180              | 76313      | 76520        |
| Les Authieux-sur-le-Port-Saint-Ouen | 1.210                    | 4,53       | 267              | 76039      | 76520        |
| Quévreville-la-Poterie              | 1.036                    | 4,68       | 221              | 76514      | 76520        |
| Roncherolles-sur-le-Vivier          | 1.255                    | 5,35       | 235              | 76536      | 76160        |
| Saint-Aubin-Celloville              | 1.182                    | 6,72       | 176              | 76558      | 76520        |
| Saint-Aubin-Épinay                  | 1.016                    | 9,83       | 103              | 76560      | 76160        |
| Saint-Jacques-sur-Darnétal          | 3.134                    | 16,71      | 188              | 76591      | 76160        |
| Saint-Léger-du-Bourg-Denis          | 3.665                    | 2,81       | 1.304            | 76599      | 76160        |
| Saint-Martin-du-Vivier              | 1.678                    | 5,00       | 336              | 76617      | 76160        |
| Ymare                               | 1.228                    | 4,03       | 305              | 76753      | 76520        |
| Kanton Darnétal                     | 38.492                   | 87,29      | 441              | 7606       | –            |

Bis zur Neuordnung bestand der Kanton Darnétal aus den 19 Gemeinden Auzouville-sur-Ry, Bois-d’Ennebourg, Bois-l’Évêque, Darnétal, Elbeuf-sur-Andelle, Fontaine-sous-Préaux, Grainville-sur-Ry, Le Héron, Martainville-Épreville, Préaux, Roncherolles-sur-le-Vivier, Ry, Saint-Aubin-Épinay, Saint-Denis-le-Thiboult, Saint-Jacques-sur-Darnétal, Saint-Léger-du-Bourg-Denis, Saint-Martin-du-Vivier, Servaville-Salmonville und La Vieux-Rue. Sein Zuschnitt entsprach einer Fläche von 148,23 km2.

## Bevölkerungsentwicklung
| 1962   | 1968   | 1975   | 1982   | 1990   | 1999   | 2010   |
| ------ | ------ | ------ | ------ | ------ | ------ | ------ |
| 18.122 | 19.922 | 22.365 | 23.611 | 25.234 | 25.812 | 27.830 |